# Nadine Angerer
Nadine Angerer és una antiga portera de futbol internacional amb Alemanya. Va guanyar 2 Mundials, 3 bronzes olímpics i 5 Eurocopes entre 1997 i 2013 amb la selecció, i una Lliga de Campions, 2 Lligues i 4 Copes d'Alemanya amb el Turbine i el Frankfurt. Va ser la primera portera en guanyar la Pilota d'Or femenina, l'any 2013.

## Trajectòria
| Temporades    | Lliga             | Club              | P   | G | Actualitzat |
| ------------- | ----------------- | ----------------- | --- | - | ----------- |
| 95/96         | D2                | 1.FC Nürnberg     |     |   |             |
| 96/97 - 98/99 | D2                | Wacker München    |     |   |             |
| 99/00 - 00/01 | D1                | Bayern München    | 017 | 0 |             |
| 01/02 - 06/07 | D1                | Turbine Potsdam   | 126 | 0 |             |
| 2008          | D1                | Djurgarden IF     | 022 | 0 |             |
| 09/10 - 12/13 | D1                | 1.FFC Frankfurt   | 085 | 0 |             |
| 13/14 - 14/15 | D1                | Brisbane Roar     | 017 | 0 |             |
| 2014 - 2015   | D1                | Portland Thorns   | 028 | 0 |             |
|               |                   |                   |     |   |             |
| 1996 - 2015   | Selecció absoluta | Selecció absoluta | 146 | 0 |             |

## Palmarès
| Títols — Seleccions nacionals            |       |       |       |       |      |
| 2 Mundials                               | 2003  | 2007  |       |       |      |
| 5 Eurocopes                              | 1997  | 2001  | 2005  | 2009  | 2013 |
| 2 Copes d'Algarve                        | 2006  | 2014  |       |       |      |
| Títols — Clubs                           |       |       |       |       |      |
| 1 Lliga de Campions                      | 04/05 |       |       |       |      |
| 2 Lligues                                | 03/04 | 05/06 |       |       |      |
| 4 Copes                                  | 03/04 | 04/05 | 05/06 | 10/11 |      |
| Reconeixements — Premis                  |       |       |       |       |      |
| Millor jugadora mundial (FIFA)           | 2013  |       |       |       |      |
| Millor jugadora a Europa (UEFA)          | 2013  |       |       |       |      |
| Millor portera del Mundial               | 2007  |       |       |       |      |
| Llorer de plata                          | 2007  |       |       |       |      |
| Reconeixements — Seleccions de jugadores |       |       |       |       |      |
| Top 10 de jugadores mundial (FIFA)       | 2007  | 2008  | 2013  | 2014  | 2015 |
| Top 10 de jugadores a Europa (UEFA)      | 2013  | 2015  |       |       |      |
| Equip ideal del Mundial                  | 2007  | 2015  |       |       |      |
| Equip ideal de l'Eurocopa                | 2013  |       |       |       |      |